# Hesperophylax mexico
Hesperophylax mexico is een schietmot uit de familie Limnephilidae. De soort komt voor in het Neotropisch gebied.